# Daphnia magna

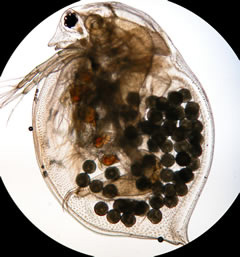

Daphnia magna là một loài thuộc chi Daphnia có nguồn gốc ở miền bắc và miền tây Bắc Mỹ, Âu Á và một số khu vực của Châu Phi.

## Các ứng dụng khác

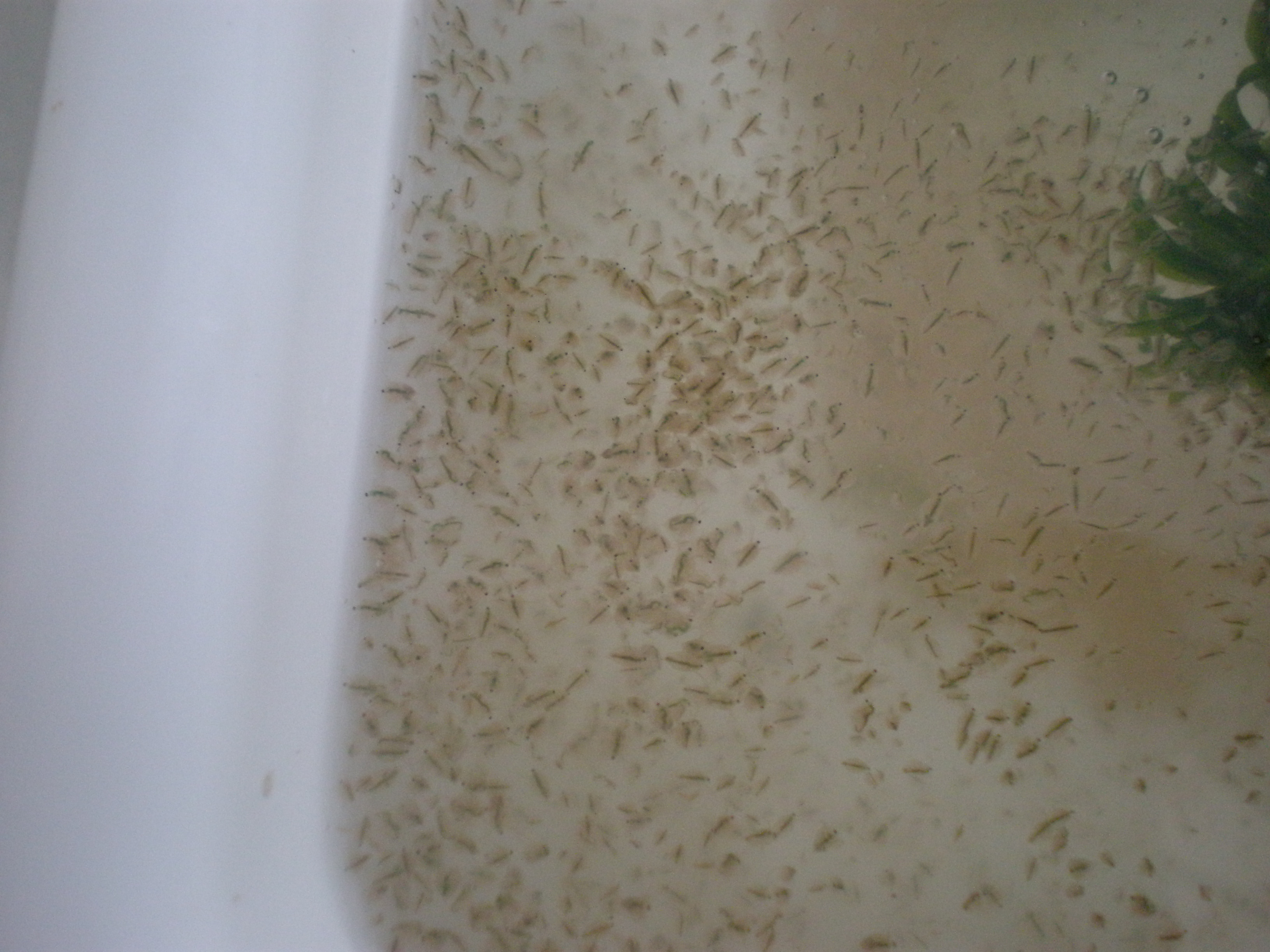

Vì nó rất dễ dàng nuôi dưỡng, D. magna được nuôi rộng rãi làm thức ăn cho cá.
Một nghiên cứu gần đây đã cho thấy rằng Daphnia magna ăn các bào tử của nấm Batrachochytrium dendrobatidis.